# Hail to the Thief
| Críticas profissionais | Críticas profissionais |
| Avaliações da crítica  | Avaliações da crítica  |
| Fonte                  | Avaliação              |
| ---------------------- | ---------------------- |
| Allmusic               | [ 1 ]                  |
| Guardian Unlimited     | [ 2 ]                  |
| IGN                    | (8.0/10)               |
| NME                    | (7/10)                 |
| Pitchfork Media        | (9.3/10)               |
| Rolling Stone          | [ 6 ]                  |
| Stylus Magazine        | (B+)                   |

Hail To The Thief é o sexto álbum de estúdio da banda Radiohead, lançado a 9 de Junho de 2003.
Muito se especula que o título do álbum (saudações ao ladrão, em português) seja uma alusão a George W. Bush e sua eleição de 2000 supostamente fraudada, porém tal rumor foi negado pela banda, apesar de Thom se mostrar hostil ao mesmo. O álbum segue a linha dos dois discos anteriores Kid A e Amnesiac com sons experimentais e melancólicos, adicionando as guitarras da fase de OK Computer. O resultado é uma espécie de resumo do que o Radiohead já fez em mais de 10 anos de existência.

## Faixas
Todas as músicas por Radiohead.
| N.º            | Título                                                  | Duração |  |
| 1.             | "2+2=5 (The Lukewarm.)"                                 | 3:19    |  |
| 2.             | "Sit Down. Stand Up. (Snakes & Ladders.)"               | 4:19    |  |
| 3.             | "Sail to the Moon. (Brush the Cobwebs Out of the Sky.)" | 4:18    |  |
| 4.             | "Backdrifts. (Honeymoon Is Over.)"                      | 5:22    |  |
| 5.             | "Go to Sleep. (Little Man Being Erased.)"               | 3:21    |  |
| 6.             | "Where I End and You Begin. (The Sky Is Falling In.)"   | 4:29    |  |
| 7.             | "We Suck Young Blood. (Your Time Is Up.)"               | 4:56    |  |
| 8.             | "The Gloaming. (Softly Open Our Mouths in the Cold.)"   | 3:32    |  |
| 9.             | "There There. (The Boney King of Nowhere.)"             | 5:23    |  |
| 10.            | "I Will. (No Man's Land.)"                              | 1:59    |  |
| 11.            | "A Punchup at a Wedding. (No No No No No No No No.)"    | 4:57    |  |
| 12.            | "Myxomatosis. (Judge, Jury & Executioner.)"             | 3:52    |  |
| 13.            | "Scatterbrain. (As Dead as Leaves.)"                    | 3:21    |  |
| 14.            | "A Wolf at the Door. (It Girl. Rag Doll.)"              | 3:23    |  |
| Duração total: | Duração total:                                          | 56:31   |  |

Da mesma forma que o título do álbum, o título de cada faixa recebeu um subtítulo. As letras no livreto contém apenas os subtítulos. Todas as músicas, com exceção de 2 + 2 = 5, terminam abruptamente.